# Grand Prix Formule 1 van Italië 1959
De Grand Prix Formule 1 van Italië 1959 werd gehouden op 13 september op het Autodromo Nazionale Monza in Monza. Het was de achtste race van het seizoen.

## Uitslag
| Pos. | Nr. | Coureur             | Constructeur    | Rondes | Tijd / Oorzaak uitval | Grid | Punten |
| ---- | --- | ------------------- | --------------- | ------ | --------------------- | ---- | ------ |
| 1    | 14  | Stirling Moss       | Cooper-Climax   | 72     | 2:04:05.4             | 1    | 8      |
| 2    | 32  | Phil Hill           | Ferrari         | 72     | + 46.7                | 5    | 7S     |
| 3    | 12  | Jack Brabham        | Cooper-Climax   | 72     | + 1:12.5              | 3    | 4      |
| 4    | 36  | Dan Gurney          | Ferrari         | 72     | + 1:19.6              | 4    | 3      |
| 5    | 34  | Cliff Allison       | Ferrari         | 71     | + 1 Ronde             | 8    | 2      |
| 6    | 38  | Olivier Gendebien   | Ferrari         | 71     | + 1 Ronde             | 6    |        |
| 7    | 2   | Harry Schell        | BRM             | 70     | + 2 Rondes            | 7    |        |
| 8    | 6   | Jo Bonnier          | BRM             | 70     | + 2 Rondes            | 11   |        |
| 9    | 16  | Maurice Trintignant | Cooper-Climax   | 70     | + 2 Rondes            | 13   |        |
| 10   | 26  | Carroll Shelby      | Aston Martin    | 70     | + 2 Rondes            | 19   |        |
| 11   | 40  | Colin Davis         | Cooper-Maserati | 68     | + 4 Rondes            | 18   |        |
| 12   | 10  | Giorgio Scarlatti   | Cooper-Climax   | 68     | + 4 Rondes            | 12   |        |
| 13   | 4   | Ron Flockhart       | BRM             | 67     | + 5 Rondes            | 15   |        |
| 14   | 42  | Ian Burgess         | Cooper-Maserati | 67     | + 5 Rondes            | 16   |        |
| 15   | 28  | Giulio Cabianca     | Maserati        | 64     | + 8 Rondes            | 21   |        |
| DNF  | 24  | Roy Salvadori       | Aston Martin    | 44     | Motor                 | 17   |        |
| DNF  | 8   | Bruce McLaren       | Cooper-Climax   | 22     | Motor                 | 9    |        |
| DNF  | 22  | Jack Fairman        | Cooper-Maserati | 18     | Motor                 | 12   |        |
| DNF  | 20  | Innes Ireland       | Lotus-Climax    | 14     | Remmen                | 14   |        |
| DNF  | 18  | Graham Hill         | Lotus-Climax    | 1      | Koppeling             | 10   |        |
| DNF  | 30  | Tony Brooks         | Ferrari         | 0      | Koppeling             | 2    |        |

## Statistieken
| Pole-position | Stirling Moss | Cooper-Climax | 1:39.7 |
| Snelste ronde | Phil Hill     | Ferrari       | 1:40.4 |

## Noot
- Dit was de 25ste Grand Prix-start voor een Australische coureur.
- Tiende pole position voor Stirling Moss.
- Vijfde podiumplaats voor Phil Hill en Jack Brabham - en voor een Australische coureur.

1921 · 1922 · 1923 · 1924 · 1925 · 1926 · 1927 · 1928 · 1931 · 1932 · 1933 · 1934 · 1935 · 1936 · 1937 · 1938 · 1947 · 1948 · 1949 · 1950 · 1951 · 1952 · 1953 · 1954 · 1955 · 1956 · 1957 · 1958 · 1959 · 1960 · 1961 · 1962 · 1963 · 1964 · 1965 · 1966 · 1967 · 1968 · 1969 · 1970 · 1971 · 1972 · 1973 · 1974 · 1975 · 1976 · 1977 · 1978 · 1979 · 1980 · 1981 · 1982 · 1983 · 1984 · 1985 · 1986 · 1987 · 1988 · 1989 · 1990 · 1991 · 1992 · 1993 · 1994 · 1995 · 1996 · 1997 · 1998 · 1999 · 2000 · 2001 · 2002 · 2003 · 2004 · 2005 · 2006 · 2007 · 2008 · 2009 · 2010 · 2011 · 2012 · 2013 · 2014 · 2015 · 2016 · 2017 · 2018 · 2019 · 2020 · 2021 · 2022 · 2023 · 2024 · 2025